# Sebastian Castellion

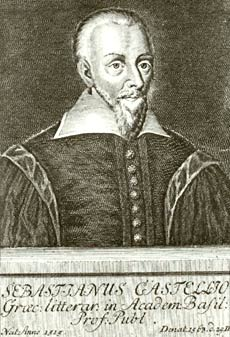
Sebastian Castellion

Sébastien Châteillon, latinizado Castalio, depois Castellio e finalmente Castellion, (Saint-Martin-du-Fresne, Ain, 1515 — Basileia. 1563) foi um humanista, biblista e teólogo cristão francês. É possível que sua família fora valdense, já que no século XIII, discípulos de Pedro Valdo procedentes de Lião se refugiaram na região de Bugey.
Em 1535, Castellion ingressou no Colégio da Trindade em Lyon, de onde conheceu as obras dos humanistas da época e as Instituições Cristãs de João Calvino, e aderiu as ideias da Reforma Protestante.
Em 1540, viajou a Estrasburgo para reunir-se com Calvino e logo viajou com ele para Genebra. Ali foi nomeado diretor do Collège de Rive. Castellion se distinguiu então por suas inovações pedagógicas e publicou os Dialogi Sacrés, uma seleção da Bíblia que foi muitas vezes reimpressa em toda a Europa. 
Apoiava posteriormente as divergências teológicas com Calvino, devido a que Castellion sustentava que literalmente Jesus Cristo, depois de sua morte "desceu aos infernos" (ao lugar dos mortos), como diz o Credo dos Apóstolos, enquanto Calvino interpretava isto como uma alegoria referida à angústia. Por outra parte, Castellion opinava que o Cantar dos Cantares era um poema erótico. Para completar, Calvino acusou a Castellion de haver denegrido a imagem do clero, por chamar os líderes eclesiais ao autoexame. Estas divergências o impediram em 1544 de exercer como pastor. 
Castellion então fugiu para a cidade de Basileia, de onde a princípio sofreu uma situação de extrema pobreza e foi sustentar a sua vida apanhando toras de madeira sem dono que flutuavam no rio na época das inundações. Logo conseguiu um emprego como revisor de livros, depois como interpretador de grego e finalmente foi nomeado professor da Universidade de Basileia]]. 

## Liberdade de consciência
Em 1554, com o pseudônimo de Martinus Bellius publicou o livro De haerectis an sint persequendi, um ataque frontal às teses, segundo a qual os hereges devem ser executados, obra que o enfrentou definitivamente com Calvino e que foi traduzida ao castelhano por Casiodoro de Reina. Castellion reagiu contra a execução de Miguel Servet pelos calvinistas em Genebra, em 27 de Outubro de 1553: «Matar um homem não é defender uma doutrina, é matar um homem. Quando os genebrinos executaram Servet, não defenderam uma doutrina, mataram um ser humano; não prova a sua fé queimando um homem, como fazendo-se queimar para ela», escreveu. «Buscar e dizer a verdade, tal e como se pensa, não pode ser nunca um delito. Nada se deve obrigar a crer. A consciência é livre», disse.
De haerectis apresentó uma antologia de textos de padres da Igreja]] como Lactâncio, São João Crisóstomo, São Jerônimo, Santo Ambrósio e Santo Agostinho de Hipona, contra a execução de hereges. Juntou as opiniões ao respeito de Erasmo e de vários protestantes.
Definiu os hereges como "aqueles que não estão de acordo com nossa opinião"; afirmou que os cristãos que se enganam a si mesmos até o ponto de justificar a perseguição religiosa são piores do que qualquer a quem pretendam "converter"; reclamou a liberdade de culto: "que os judeus ou os turcos não condenem os cristãos, e que tampouco os cristãos condenem os judeus ou aos turcos... e nós, os que nos chamamos cristãos, não nos condenemos tampouco a ums e a outros... Uma coisa é certa: que quanto melhor conhece um humano à verdade, menos inclinado está a condenar".
Teodoro de Beza respondeu ao livro de Castellion, com O castigo dos hereges pelos magistrados, e Calvino com a Defesa da fé contra os erros de Miguel Servet; logo souberam que em Basileia proibira a publicação da cópia de Castellion, Contra libellum Calvini, pela vez que fizeram diversas gestões para saber que Castellion fora despedido de seu cargo na universidade, de onde pelo contrário se consolidou um círculo acadêmico em torno de si, integrado por Celio Curione, Martín Celario, David Joris, Bonifacio Amerbach e os revisores Pedro Perna e Juan Oporino. Um debate público sobre a execução de hereges teve lugar em Berna, em 1555.
Em 1560, aconteceu a primeira das oito ondas sucessivas de guerras religiosas na França e então Castellion publicou Conseil à la France Désolée reclamando a tolerância e anunciando com trinta anos de antecedência a solução que daria no Édito de Nantes, "duas religiões para um reino". Morreu quando havia aberto um processo judicial por heresia, em meio da indiferença geral; só Montaigne rendeu homenagens em seus ensaios.

## Projeção de suas ideias
Sua clara denúncia do fanatismo e sua defesa da liberdade de consciência levou a Castellion à esquerda da Reforma. 
Ele abriu o caminho a Pierre Bayle (1647-1706), quem o consagrou uma extensa nota em seu Dictionnaire Historique et Critique; a Rabaut Saint-Etienne (1743-1793), quem introduziu a liberdade de consciência na Declaração dos Direitos do Homem e do Cidadão; e a Ferdinand Buisson (1841-1932), um dos fundadores do laicismo francês. Maior foi a sua influência na Holanda por meio dos seguidores de Jacobus Arminius, e no mundo anglo-saxão via Locke e Milton.
Castellion é também conhecido por seus trabalhos bíblicos e se considera como um dos fundadores da crítica moderna. Traduziu a Biblia para o latim em 1551 e ao francês em 1555. A tradução francesa só foi reeditada em 2005. 
Quanto à Filosofía, foi precursor dos grandes racionalistas clássicos, como Spinoza e Descartes.
Stefan Zweig publicou em alemão, em 1936 o livro Castellio contra Calvino, que para muitos foi uma voz de alento contra o nazismo em um momento decisivo. Zweig escreveu: 
Desde o ponto de vista do espírito, as palavras "vitória" e "derrota" adquirem um significado distinto. E por isso é necessário recordar uma e outra vez ao mundo, um mundo que só vê os monumentos dos vencedores, que quem constroem seus domínios sobre as tumbas e as existências destroçadas de milhões de seres não são os verdaderos heróis, como aqueles outros que sem recorrer à força sucumbiram frente ao poder, como Castellio frente a Calvino em sua luta pela liberdade de consciência e pelo definitivo advento da humanidade na terra.